# Andriette Florén
Gustava Fredrika Andriette Florén, tidigare Andersson, född 10 juni 1855 i Gustavi församling i Göteborgs och Bohus län, död 3 november 1931 i Mariestads församling i Skaraborgs län, var en svensk lokalpolitiker (De frisinnade).

## Biografi
Andriette Florén blev 1911 en av de första 37 kvinnliga stadsfullmäktige i Sverige, och den första kvinnliga ledamoten i Mariestads stadsfullmäktige. 
Floréns far var lasarettsläkare. Hon blev 1904 lärare vid Söderköpings samskola och 1910 ledamot av fattigvårdsstyrelsen. 